# René François Jacques Barré
René François Jacques Barré est un homme politique français né le 7 décembre 1750 à Dollon (Sarthe) et décédé le 9 décembre 1836.
Administrateur du département, il est député de la Sarthe de 1791 à 1792. Il est élu membre du Conseil des Anciens le 4 germinal an VII puis siège au Corps législatif jusqu'en 1814.

## Sources
- « René François Jacques Barré », dans Adolphe Robert et Gaston Cougny, Dictionnaire des parlementaires français, Edgar Bourloton, 1889-1891 [détail de l’édition]